# هلبرت فان ديك
هلبرت فان ديك (24 سبتمبر 1918 – 10 نوفمبر 2001) هو مبارز بالسيف أسترالي راحل، مثّل بلاده في الألعاب الأولمبية الصيفية 1956.

## روابط رياضية
هلبرت فان ديك على موقع أوليمبيديا (الإنجليزية)
- هلبرت فان ديك على موقع اللجنة الأولمبية الأسترالية (الإنجليزية)